# اوکیدو موریمون
اوکیدو موریمون (به ژاپنی: 大木戸 森右衛門) کُشتی‌گیر سوموی اهل استان هیوگو در کشور ژاپن است که بیست‌وسومین کشتی‌گیر دارای رتبهٔ یوکوزونا محسوب می‌شود. وی در سال ۱۹۱۲ میلادی به این مرتبه ارتقا یافت و در سال ۱۹۱۴ میلادی بازنشست شد. اوکیدو موریمون توانست ۱۰ بار قهرمان (یوشو) مسابقات سومو شود.